# Otto Ficker
Otto Ficker (* 1859 in Kirchheim u.T.; † 1928 ebd.) war ein deutscher Unternehmer, Kommunalpolitiker und Mäzen.

## Leben
Otto Ficker wurde in Kirchheim u.T. geboren. Er leitete in seiner Heimatstadt eine Briefhüllenfabrik, die 1858 gegründet und nach und nach in Europa branchenführend wurde. Neben Kirchheim u.T. gab es ein weiteres Werk in München. Vor dem Ersten Weltkrieg ließ sich Otto Ficker in Kirchheim u.T. ein repräsentatives Fabrikgebäude errichten, das 1903–1914 erbaut wurde und teils auf die Entwürfe des damals bekannten Architekten Philipp Jakob Manz (1861 – 1936) aus Kirchheim u.T. zurückgeht.
Neben seiner beruflichen Tätigkeit hat Otto Ficker stets regen Anteil am bürgerlichen Leben in Kirchheim u.T. genommen. Als Gemeinderat, Mäzen, Förderer der Kultur und der Schulen, ist er unvergessen. Er vertrat als Stadtvorstand Bürgermeister Andreas Marx im Ersten Weltkrieg.
Durch großzügige Stiftungen ermöglichte die Familie Ficker u. a. die Einrichtung des Altenheims Fickerstift. Den Grundstein für das Fickerstift im heutigen Kurt-Stocker-Haus haben die Gebrüder Otto und Eugen Ficker am 8. April 1918 gelegt. Sie stifteten 100.000 Reichsmark zum Erwerb eines Hauses, um eine Art Bürgerspital einzurichten. Das damals erworbene Gebäude wurde 1928 eröffnet. Das Fickerstift wurde bis zum Jahr 1988 von der Stadt Kirchheim u.T. selbst geführt.
Sein jüngerer Bruder Eugen Ficker (1860 – 1935) und seine Ehefrau Caroline, geb. Henne (1862 – 1951) errichteten zum Gedächtnis an den Kommerzienrat Otto Ficker am 4. März 1929 die Otto und Eugen Ficker-Stiftung.
Otto Ficker war mit Luise Ficker (1850 – 1925) verheiratet.

## Ehrungen
- Kommerzienrat
- 1919: Ehrenbürger von Kirchheim u.T.